# 1792

## Събития
- Франция става република.
- 10 август – В Париж тълпата атакува палата на Луи XVI и арестуват него и семейството му.
- 17 май – Създадена е Нюйоркската фондова борса.

## Родени
- 14 януари – Кристиан Юлиус Де Меза, датски генерал
- 29 февруари – Джоакино Росини, италиански композитор
- 8 юли – Джоузеф Бейтс, американски християнски водач
- 4 август – Пърси Шели, британски поет
- 21 септември – Йохан Петер Екерман, немски писател († 1854 г.)
- 28 ноември – Виктор Кузен, френски философ
- 1 декември – Николай Лобачевски, руски математик

## Починали
- 1 март – Леополд II, император на Свещената Римска империя
- 30 април – Джон Монтагю, британски политик
- 5 август – Фредерик Норт, британски политик